# Quần đảo Loyauté

Lá cờ của tỉnh

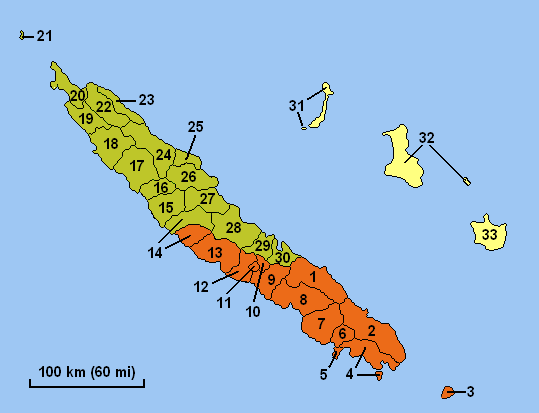
Quần đảo Loyauté(màu vàng)

Quần đảo Loyauté (tiếng Pháp: Îles Loyauté) là một quần đảo ở Nouvelle-Calédonie, một đặc khu hải ngoại của Pháp tại châu Đại Dương, quần đảo được quản lý như là một trong ba tỉnh của Nouvelle-Calédonie (tiếng Pháp:Province des îles Loyauté). Các đảo chạy theo hướng đông nam - tây bắc về phía đông của đảo chính lần lượt là: Mare, Tiga, Lifou và Ouvea.
Tổng diện tích của quần đảo là 1980,9 km². Dân số 17.436 người (2009). Mật độ là: 8,8 người/km². Thành phần dân cư:
- Người Melanesia: 97,1%
- Người gốc châu Âu: 2%
- Người Polynesia: 0,2%
- Khác: 0,7%